# مقصد نهایی ۵
مقصد نهایی ۵ (به انگلیسی: Final Destination 5) یک فیلم فراطبیعی ترسناک که پنجمین فیلم از سری فیلم‌های مقصد نهایی می‌باشد، محصول سال ۲۰۱۱ به کارگردانی استیون کوال با بازی نیکولاس دی آگستو و همچنین بازیگرانی چون اما بل، مایلز فیشر، آرلن اسکارپتا، دیوید کوچنر، ژاکلین مکنلس وود، تونی تاد، کورتنی بی.ونس ایفای نقش کرده‌اند.

## داستان
سم لاتون (نیکولاس دی آگستو) و دوستانش برای یک سفر کاری با اتوبوس می‌روند و در راه به یک پل در را ه تعمیر می رسندپیش از سقوط پل سم در ذهنش صحنه مرگ خود و دوستانش را می‌بیند و به آنها در مورد این اتفاق هشدار می‌دهد و می‌خواهد هرچه سریعتر از اتوبوس پیاده شوند و چند نفر از آنها پیاده می‌شوند یکی از ان‌ها در حال تمرین ژیمناستیک بود که به‌طور مرموزی و از راه برق گرفتی به صورت بد می‌میرد دیگری برای ماساژ گرفتن به مکانی می‌رود سپس زنی چینی سوزن‌های طبی را در بدن او فرومی‌کند وقتی زن چینی بیرون می‌رود اتاق در حال آتش گرفتن بود که می‌افتد و سوزن‌ها در طنش فرومی‌روند وقتی جان سالم به در می‌برد مجسمه ای در سر او می‌افتد و دیگری برای لیزیک کردن چشم به چشم‌پزشکی می‌رود و قدرت لیزر به او آسیب می‌زند دیگری در و برخی هم کشته می‌شوند پس از نجات، نجات یافتگان به ترتیبی که سم دیده بود کشته می‌شوند آنها مرد مرموزی را که مسئول کفن و دفن است می‌بینند و او به آنها می‌گوید شما در لیست مرگ هستید و به مرگ نمی‌توانید کلک بزنید و تنها راه زنده ماندن شما این است که جان یکی را بگیرید و بقیه زندگی او مال شما خواهد بود.
سم به دوستانش می‌گوید همه ما جز مالی خواهیم مرد چون جان او را پیش از وقوع حادثه نجات داده بودم. یکی از نجات یافتگان به نام ناتان سیرس (آرلن اسکارپتا) در هنگام مشاجره با یکی از کارگران و در لحظه ای که مرگش فرارسیده بود به‌طور تصادفی او را حل می‌دهد و وی به وسیلهٔ جرثقیل می‌میرد.
همین انگیزه ای می‌شود برای پیتر فریدکن (مایلز فیشر) که نوبت مرگش رسیده‌است او پیش سم و دوست دخترش مالی (اما بل) ملاقات می‌کند او به سم می‌گوید من وقتی می‌خواستم هرکسی را بکشم گفتم او بی گناه است و از کشتن او صرفنظر کردم اما تنها کسی که باید می‌مرد والان زنده است مالی است و سم می‌گوید به جای او من را بکش اما پیتر می‌گوید جان تو به درد من نمی‌خورد چون تو هم در لیست مرگ هستی و چیزی از زندگی تو باقی نمانده‌است اما مالی از حادثه نجات یافته و زندگی او ارزش دارد. پیتر تلاش خود را برای کشتن مالی می‌کند و با سم درگیر می‌شود در همین لحظه یک مأمور پلیس به نام جیم بلاک (کورتنی بی.ونس) که مسئول رسیدگی پرونده است و نجات یافتگان را تحت نظر دارد سر می‌رسد و جلوی مالی را می‌گیرد پیتر که می‌خواهد مالی را بکشد تیرش به مأمور اصابت می‌کند و او را می‌کشد مالی به پیتر می‌گوید تو جان بلک را گرفتی پس به جان من نیازی نداری اما پیتر می‌گوید که تو شاهد مرگ یک مأمور پلیس بودی و باید کشته شوی او می‌خواهد به مالی شلیک کند که سم از پشت به پیتر حمله می‌کند و او را می‌کشد و جان مالی را نجات می‌دهد مالی هم به سم می‌گوید تو با کشتن پیتر جانی که او از مأمور بلاک گرفته بود را تصاحب کردی.
دو هفته بعد مالی و پیتر برای یک موقعیت شغلی جدید با هواپیما به پاریس سفر می‌کنند در پایان قسمت پنجم هواپیما قصد حرکت دارد که سم داستان درگیری چند دوست را با یکدیگر می‌بیند که همان افراد و بازیگران قسمت اول هسنتد پس از آن او بلیت خود را نگاه می‌کند که شماره پرواز ۱۸۰ به تاریخ ۱۳ ماه می سال ۲۰۰۰ بروی آن حک شده که این همان سرآغاز داستان اول است و پسرجوانی که دعوا می‌کند همان الکس برووینگ قهرمان قسمت اول است یکی از مسافران هواپیمای ۱۸۰ از مهماندار می‌پرسد اون پسر چی می‌گفت که مهماندار به او می‌گوید او می‌گفت سقوط هواپیما را دیده‌است دقایقی بعد هواپیما سقوط می‌کند و مالی و سم می‌میرند و در حقیقت قسمت پنجم پیش از قسمت اول اتفاق افتاده‌است ناتان سیرس (آرلن اسکارپتا) هم که نجات یافته متوجه می‌شود کارگری به نام روی که او باعث مرگش شده یک تومور بدخیم داشته و او هم چزی از عمرش باقی نمانده بوده‌است لحظاتی بعد چرخ هواپیمایی که پیتر در ان بود می‌افتد سقوط کرده به سر او می‌افتد و او هم می‌میرد.

## بازیگران
- نیکولاس دی آگستو در نقش سم لاتون
- اما بل در نقش مالی هارپر
- مایلز فیشر در نقش پیتر فریدکین
- آرلن اسکارپتا در نقش ناتان سیرس
- دیوید کوچنر در نقش دنیس لاپمن

پوستر اولیه

- ژاکلین مکنلس وود در نقش اولویا کستل
- تونی تاد در نقش ویلیام بلادوورث
- کورتنی بی.ونس در نقش مأمور جیم بلاک
- پی. جی. برن در نقش ایزاک پالمر
- الن ووری در نقش کندیس هوپر